# Philippe Bas (Musiker)
Philippe Bas (* 5. Juli 1953 in Paris; † 9. Dezember 2011 ebenda) war ein französischer Stride- und Jazzpianist.

## Leben
Bas, 1953 in Paris geboren, bekam zwischen 1963 und 1973 eine klassische Ausbildung, orientierte sich dann zum Jazz, besonders zur Musik Fats Wallers und James P. Johnsons. Ab 1975 arbeitete er in verschiedenen Jazz-Formationen, u. a. begleitete er Bill Coleman. 1986 spielte er im Orchester von Olivier Franc, mit dem er bei zahlreichen Festivals in Frankreich, Deutschland und Schweden auftrat. Als Solist und Bandspieler konzertierte er in Pariser Clubs wie dem Slow Club, Le Caveau de la Huchette, Latitudes Saint Germain und im Le Méridien. 1990 legte er sein Debütalbum Swing Rag and Blues vor; 1996 wurde er Mitglied in der Band The Feetwarmers des Schlagzeugers Daniel Bechet, Sohn von Sidney Bechet. 1997 nahm er für EMI Music France ein Soloalbum mit eigenen Kompositionen auf, ferner ein Album mit dem Saxophonisten Philippe Audibert (Hey There). Ende der 2000er Jahre spielte er im Duo mit Olivier Lancelot, außerdem trat er als Straßenmusiker in Paris auf.